# Edward W. Saunders
Edward Watts Saunders (* 20. Oktober 1860 bei Rocky Mount, Virginia; † 16. Dezember 1921 ebenda) war ein US-amerikanischer Jurist und Politiker. Zwischen 1906 und 1920 vertrat er den Bundesstaat Virginia im US-Repräsentantenhaus.

## Werdegang
Edward Saunders genoss eine private Schulausbildung und absolvierte danach die Bellevue High School im Bedford County. Daran schloss sich bis 1882 ein Studium an der University of Virginia in Charlottesville an. Nach einem Jurastudium und seiner 1883 erfolgten Zulassung als Rechtsanwalt begann er in Rocky Mount in diesem Beruf zu arbeiten. Gleichzeitig schlug er als Mitglied der Demokratischen Partei eine politische Laufbahn ein. Zwischen 1887 und 1901 gehörte er dem Abgeordnetenhaus von Virginia an, dessen Präsident er von 1899 bis 1901 als Nachfolger von John F. Ryan war. Von 1901 bis 1906 fungierte er als Richter im vierten bzw. siebten Gerichtsbezirk seines Staates.
Nach dem Rücktritt des Abgeordneten Claude A. Swanson wurde Saunders bei der fälligen Nachwahl für den fünften Sitz von Virginia als dessen Nachfolger in das US-Repräsentantenhaus in Washington, D.C. gewählt, wo er am 6. November 1906 sein neues Mandat antrat. Nach sechs Wiederwahlen konnte er bis zu seinem Rücktritt am 29. Februar 1920 im Kongress verbleiben. In diese Zeit fiel der Erste Weltkrieg. Im Jahr 1913 wurden der 16. und der 17. Verfassungszusatz ratifiziert.
Saunders’ Rücktritt erfolgte nach seiner Ernennung zum Richter am Supreme Court of Appeals of Virginia. Diesen Posten bekleidete er bis zu seinem Tod am 16. Dezember 1921 in Rocky Mount, wo er auch beigesetzt wurde.